# Zacatipan
Zacatipan är en ort i Mexiko.   Den ligger i kommunen Cuetzalan del Progreso och delstaten Puebla, i den sydöstra delen av landet, 190 km öster om huvudstaden Mexico City. Zacatipan ligger 531 meter över havet och antalet invånare är 745.
Terrängen runt Zacatipan är huvudsakligen kuperad, men norrut är den platt. Runt Zacatipan är det ganska tätbefolkat, med 134 invånare per kvadratkilometer. Närmaste större samhälle är Ciudad de Cuetzalan, 9,2 km väster om Zacatipan. I omgivningarna runt Zacatipan växer i huvudsak städsegrön lövskog.